# Chen Bijun
Chen Bijun, född 1891, död 1959, var en kinesisk politiker. Hon var gift med Wang Jingwei.
Hon var dotter till den kinesiska miljonären Chen Gengji och Wei Yuelang i Pelang i Malaysia. Hon blev 1907 medlem i den revolutionära gruppen Tongmenghui. 1909 reste hon till Japan för att studera. Hon blev där medlem i den revolutionära attentatsgrupp som 1910 utförde attentatsförsöket på prins Chun i Peking. 1912 gifte hon sig med Wang Jingwei.
Hon blev liksom han medlem i Kuomintang (KMT) när denna förenades med Tongmenghui samma år. Hon tillhörde den minoritet kvinnor som uppnådde höga poster inom KMT vid denna tid. Vid partiets första nationalkongress 1924 var hon tillsammans med He Xiangning och Tang Yungong en av endast tre kvinnliga delegater, och valdes samtidigt till partiets centralrådskomitté. Under kidnappningen av Chiang Kai-shek 1936 försökte hon utan framgång få maken att göra en statskupp.
Paret följde med Kuomintangregeringen från Nanking till Chongqing efter den japanska invasionen 1937, men de stod för en linje av samarbete med japanerna mot kommunisterna. Året därpå hoppade de av till Japan och återvände till Nanking via Hanoi och Shanghai och bildade en marionettregering under japanerna. Chen Bijun ingick i denna fraktions centralrådskomitté och såg till att hennes bröder fick höga poster. Efter makens död i november 1944 efterträddes han av Chen Gongbo. Chen Bijun övertog då kontrollen över lokalregeringen i Guangzhou, där hon regerade som japansk marionett i fyra månader.
15 augusti 1945 kapitulerade Japan. Chen Bijun avböjde en evakuering av japanerna och arresterades 25 augusti av Chiang Kai-shek och fängslades för förräderi. Hon vägrade dock medge skuld. År 1949 övertogs fängelset i Shanghai där hon satt av den nya kommunistregeringen. He Xiangning och Song Qingling ansökte hos Mao Zedong och Zhou Enlai om benådning för henne. De utlovade benådning om medgav sin skuld, men då hon vägrade, fick hon kvarstå i fängelset. 